# Esther Walker
Esther Walker (née Thomas, 18 de octubre de 1894-26 de julio de 1943) fue una actriz de comedia musical estadounidense.
Esther Walker nació como Esther Thomas en Pewee Valley (Kentucky). Adoptando el nombre artístico de Esther Walker, apareció en Broadway en el Winter Garden Theatre en una producción de 1919 de Monte Cristo Jr. y, más tarde, ese mismo año, actuó en el 44th Street Theatre en Hello, Alexander. Walker grabó más de 32 canciones para los sellos discográficos Victor y Brunswick, desde 1919 hasta 1920 y desde 1925 hasta 1927, incluyendo "Sahara (We'll Soon Be Dry Like You)" de Montecristo, Jr.
Walker se casó con el empresario de Texas Karl Hoblitzelle, gerente de teatros de cine y vodevil. La pareja fundó la Hoblitzelle Foundation en 1942, que todavía existe.
Walker murió de cáncer en Dallas, Texas, el 26 de julio de 1943, a la edad de 48 años.